# Sekrety rodziny
Sekrety rodziny – polski serial paradokumentalny, produkowany przez firmę Outset Films, emitowany na antenie Polsatu w latach 2018–2025.

## Charakterystyka formatu
W każdym odcinku przedstawiana jest jedna indywidualna historia dotycząca rodzinnych problemów. Starając się rozwiązać problem, główny bohater napotyka tajemnice z przeszłości. W serialu występują aktorzy-amatorzy.

## Emisja w telewizji
Uwaga: tabela zawiera informacje odnoszące się wyłącznie do pierwszej emisji telewizyjnej; nie uwzględniono w niej ewentualnych prapremier w serwisach internetowych (takich jak np. Polsat Box Go).
| Seria | Odcinki | Odcinki | Pierwsza emisja telewizyjna (Polsat) | Pierwsza emisja telewizyjna (Polsat) | Pierwsza emisja telewizyjna (Polsat) | Pierwsza emisja telewizyjna (Polsat) |
| Seria | Odcinki | Odcinki | Sezon                                | Początek emisji                      | Koniec emisji                        | Pora emisji                          |
| ----- | ------- | ------- | ------------------------------------ | ------------------------------------ | ------------------------------------ | ------------------------------------ |
| 1.    | 1–60    | 60      | lato 2018                            | 11 czerwca 2018                      | 31 sierpnia 2018                     | poniedziałek–piątek 17.40/17.45      |
| 2.    | 61–120  | 60      | lato 2019                            | 10 czerwca 2019                      | 31 sierpnia 2019                     | poniedziałek–piątek 17.40/17.45      |
| 3.    | 121–175 | 55      | lato 2020                            | 15 czerwca 2020                      | 28 sierpnia 2020                     | poniedziałek–piątek 17.40/17.45      |
| 4.    | 176–235 | 60      | lato 2021                            | 7 czerwca 2021                       | 27 sierpnia 2021                     | poniedziałek–piątek 17.40/17.45      |
| 5.    | 236–293 | 58      | lato 2022                            | 6 czerwca 2022                       | 26 sierpnia 2022                     | poniedziałek–piątek 17.40/17.45      |
| bd.   | 294–295 | 2       | lato 2023                            | 15 czerwca 2023                      | 16 czerwca 2023                      | poniedziałek–piątek 17.40/17.45      |
| 6.    | 296–348 | 53      | lato 2023                            | 19 czerwca 2023                      | 31 sierpnia 2023                     | poniedziałek–piątek 17.40/17.45      |
| 6.    | 349–353 | 5       | lato 2024                            | 24 czerwca 2024                      | 28 czerwca 2024                      | poniedziałek–piątek 17.40/17.45      |
| 7.    | 354–396 | 43      | lato 2024                            | 1 lipca 2024                         | 30 sierpnia 2024                     | poniedziałek–piątek 17.40/17.45      |
| 7.    | 397     | 1       | nd.                                  | 12 maja 2025                         | 12 maja 2025                         | poniedziałek–piątek 17.40/17.45      |

Jest to jedyny serial paradokumentalny tej stacji, którego premiery ukazują się wyłącznie w sezonie letnim.